# Pterostichus louisinis
Pterostichus louisinis är en skalbaggsart som beskrevs av Thomas Casey. Pterostichus louisinis ingår i släktet Pterostichus och familjen jordlöpare. Inga underarter finns listade i Catalogue of Life.